# 773 a.C.

## Eventos
- Início do reinado de Pimay, faraó do Egito. Reinou até 767 a.C.[1]
- Início do reinado de Assurdã III, rei da Assíria. Reinou até 755 a.C.[1]

## Nascimentos

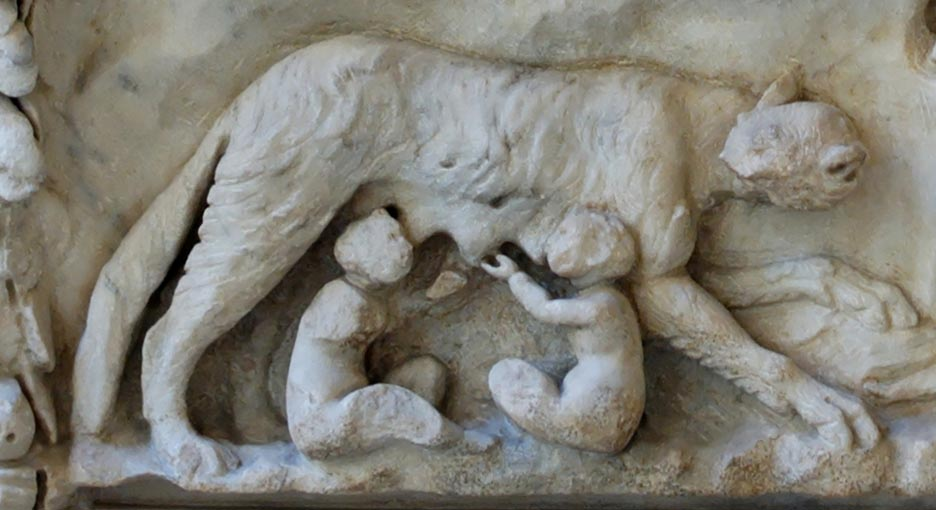
Rômulo e Remo sendo amamentados pela Loba.

- Rômulo e Remo, filhos de Marte e Ilia, pelos cálculos de Jerônimo de Estridão.[2][Nota 1]

## Mortes
- Sheshonk III, faraó do Egito.[1]
- Salmanaser IV, rei da Assíria.[1]